# Albefeuille-Lagarde
Albefeuille-Lagarde là một xã của tỉnh Tarn-et-Garonne, thuộc vùng Occitanie, miền nam nước Pháp.